# HD 140901
HD 140901，又名CD-3710500，SAO 206976、HR 5864，是一颗恒星，视星等为6.01，位于銀經337.17，銀緯12.99，其B1900.0坐标为赤經15h 40m 59.3s，赤緯-37° 12.99′ 58″。